# Goryphus definis
Goryphus definis là một loài tò vò trong họ Ichneumonidae.